# Голливуд-Хиллз (кладбище)
Кладбище Голливуд-Хиллз (англ. Forest Lawn – Hollywood Hills Cemetery) — подразделение мемориального парка «Форест-Лаун» (Глендейл), которое было создано в 1948 году в квартале Голливуд-Хиллз на территории Лос-Анджелеса.
Здесь ещё более явно, чем в Глендейле, использован принцип пафосного тематического парка: площадки и террасы посвящены различным вехам истории Соединённых Штатов, культуре ацтеков и т. п.
На кладбище покоятся такие выдающиеся деятели киноиндустрии, как Пол Уокер, Фриц Ланг, Бастер Китон, Бетт Дейвис, Михаил Чехов, Чарльз Лоутон, Ли Ван Клиф, а также многочисленные музыканты:Миклош Рожа, Джин Отри, Рики Нельсон, Энди Гибб, Майкл Хатченс, Ронни Джеймс Дио, И́эн Фрейзер Килмистер и Майкл Джексон.
В 2011 году на кладбище Голливуд-Хиллз был похоронен бывший государственный секретарь США Уоррен Кристофер.
В 2020 году на кладбище была похоронена модель и актриса Ная Ривера.